# جون دينر
جون دينر (بالإنجليزية: John Dehner)‏ مواليد 23 نوفمبر 1915 في جزيرة ستاتن، نيويورك، الولايات المتحدة - الوفاة 4 فبراير 1992 في سانتا باربارا، الولايات المتحدة، هو ممثل أمريكي بدأ مسيرته الفنية سنة 1941. شارك في قرابة 260 فيلما. امتدت مسيرته الفنية لأكثر من 47 عاما.

## الأعمال
- فانتازيا
- بامبي
- معرض الولاية
- تقرير تشابمان
- اضحك مع ديك وجين
- الرجال الحقيقيون

## روابط خارجية
- جون دينر على موقع IMDb (الإنجليزية)
- جون دينر على موقع ألو سيني (الفرنسية)
- جون دينر على موقع أول موفي (الإنجليزية)
- جون دينر على موقع قاعدة بيانات برودواي على الإنترنت (الإنجليزية)
- جون دينر على موقع إن إن دي بي (الإنجليزية)
- جون دينر على موقع قاعدة بيانات الفيلم (الإنجليزية)